# I10 (spoorwegrijtuig)

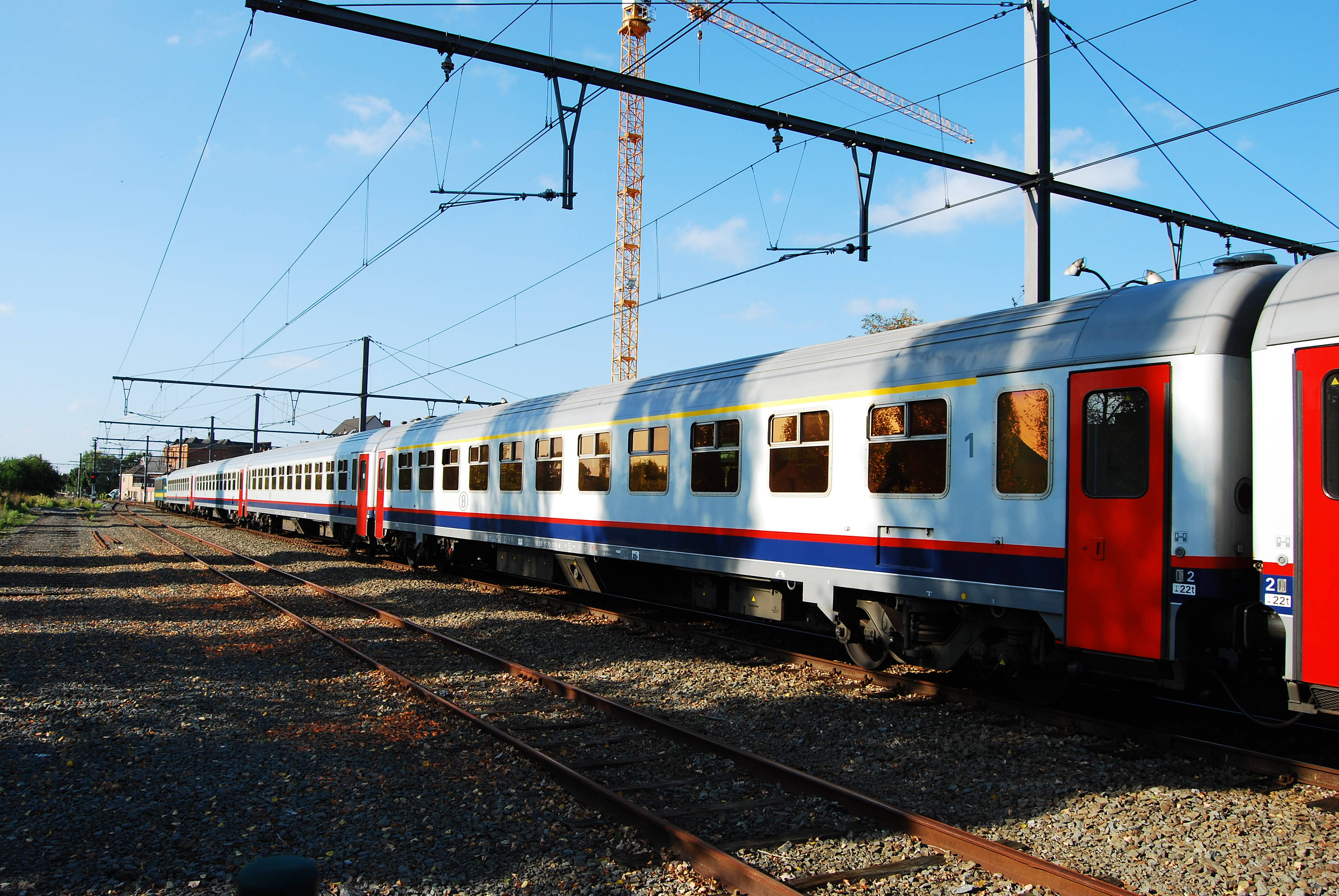
I10-rijtuigen in wit-grijze kleurstelling

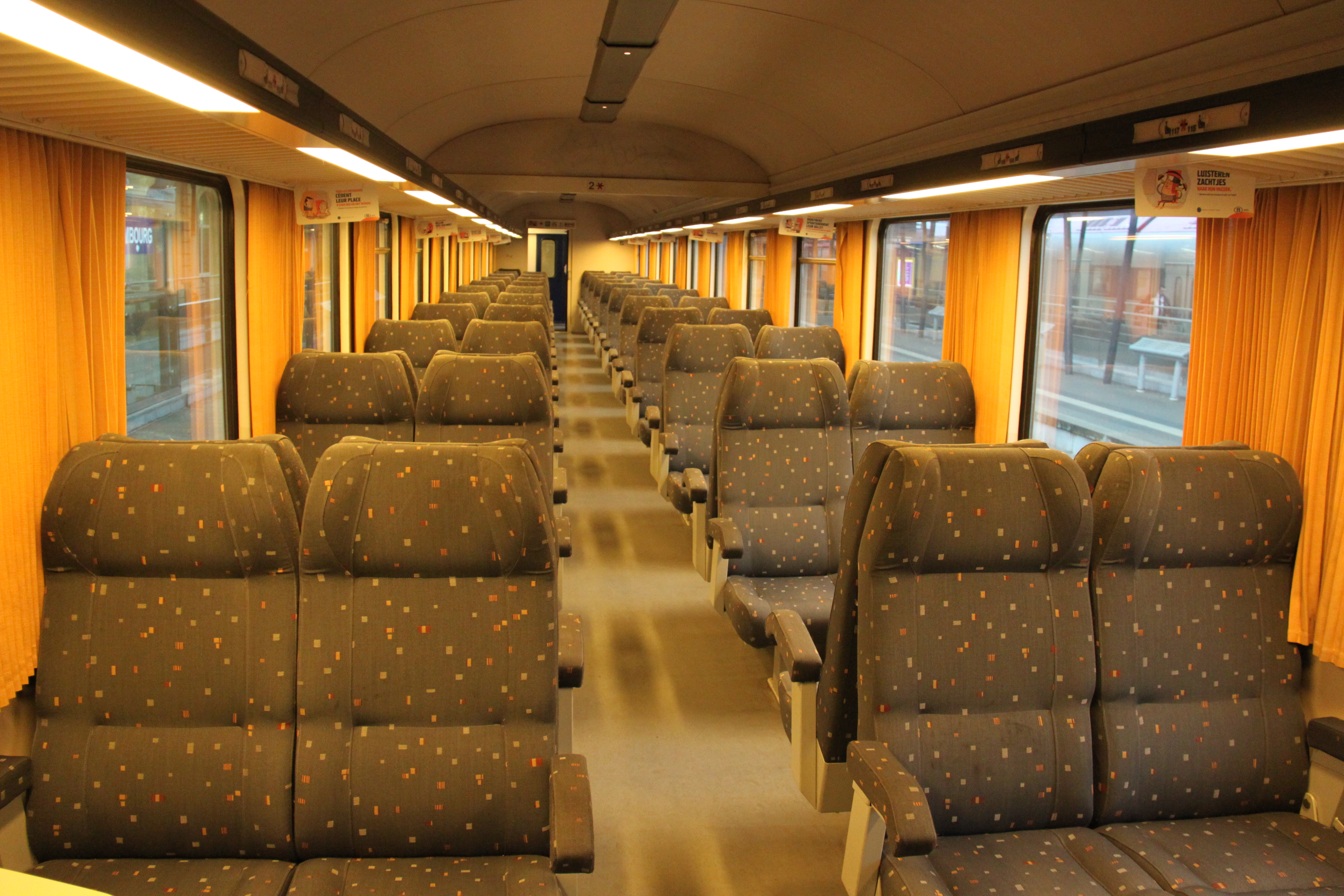
Interieur 2e klasse.

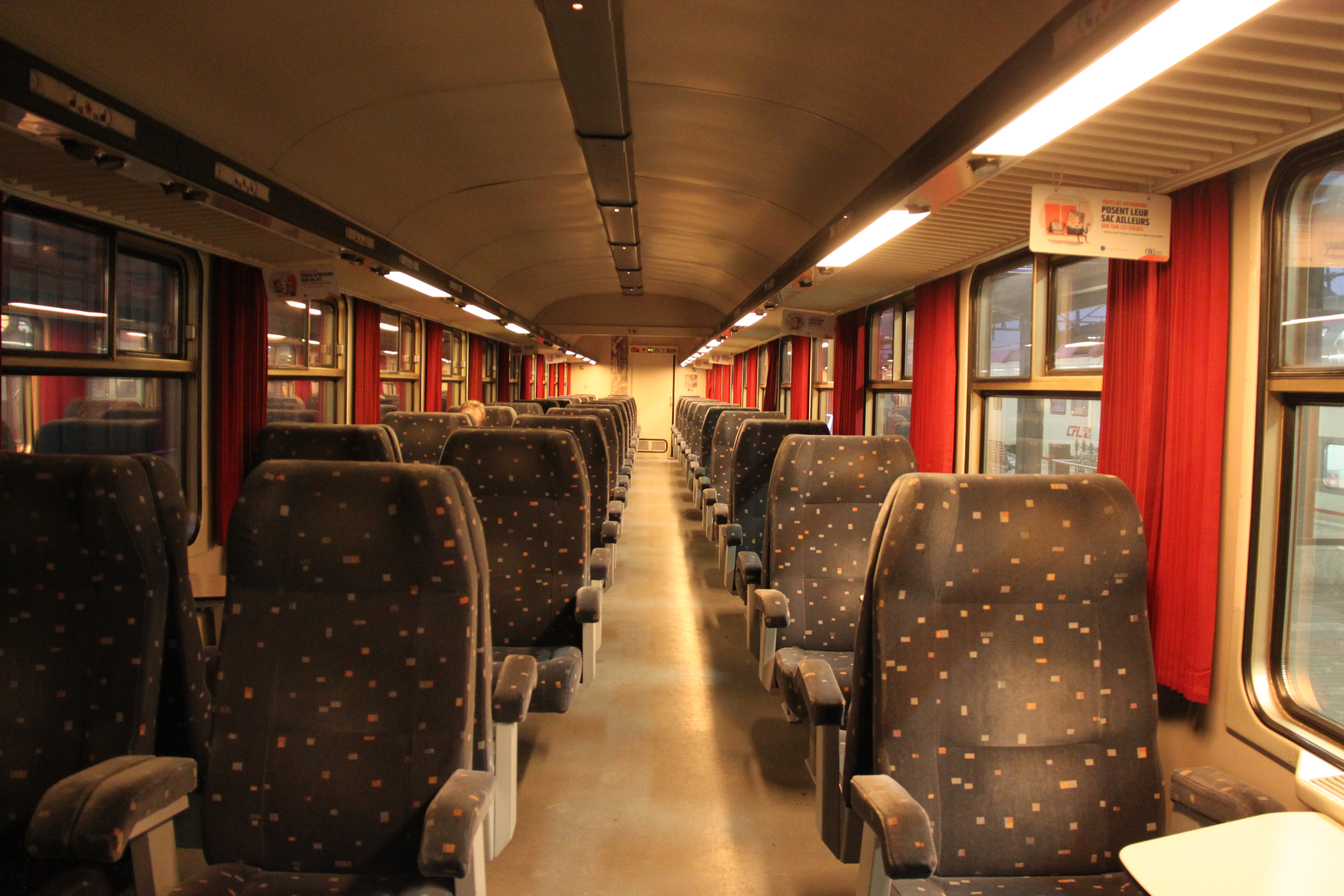
Interieur 1e klasse.

De I10 zijn rijtuigen van de NMBS die sinds 1987 op het Belgische spoorwegnet rijden.
De rijtuigen hebben doorheen de geschiedenis verschillende kleurenschema's gehad.
Met de levering waren de rijtuigen in het oranje, daarna zijn de rijtuigen gemoderniseerd en kregen ze de nieuwe NMBS-kleuren: grijswit met blauwe lijn. Er zijn ook enkele rijtuigen in Memling-kleuren gespoten.
- In het eersteklasrijtuig, de I10 A11, zijn er 66 zitplaatsen.
- In het tweedeklasrijtuig, de I10 B11, waren er oorspronkelijk telkens 86 zitplaatsen.

In 2010 werden een aantal rijtuigen I10 aangepast om 200 km/h te rijden. Hierdoor werd het mogelijk om deze rijtuigen in te zetten op de IC-01 (Oostende-Eupen) en de P-treinen tussen Brussel en Wezet over HSL2. Sinds december 2010 worden deze rijtuigen ter versterking ingezet in deze treinen samen met de I11-rijtuigen.

## Fietsplaatsen
In 2017-2018 werden 10 B-rijtuigen zonder airco (variant BU genoemd) aangepast naar een nieuwe variant BVU met fietsplaatsen, door er telkens 8 zitplaatsen uit te nemen aan één uiteinde (kant wc). 
In 2021-2022 werd hetzelfde gedaan met nog 8 B-rijtuigen zonder airco, en alle 28 resterende B-rijtuigen met airco (variant BUH), maar nu aan twee uiteinden. Deze laatste variant wordt sindsdien BVUH genoemd.
Telkens zijn er fietspictogrammen aangebracht aan de buitenkant. De toegang is via de gewone reizigersdeur, hoog en smal.

## I10 Resto en Bar-Disco SR3

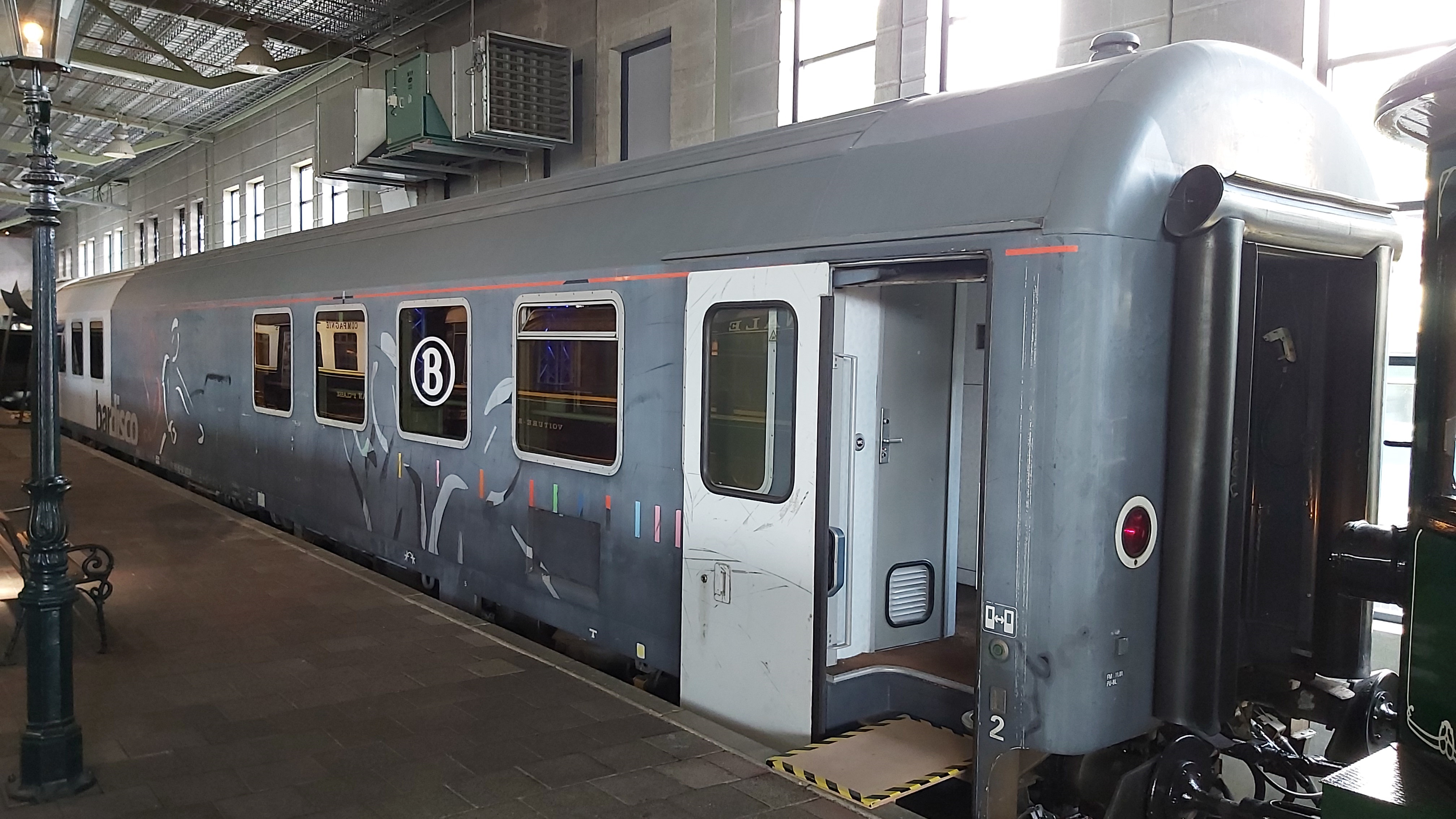
SR-3-rijtuig

Wegens het herhaaldelijke uitvallen van de Resto-rijtuigen (2de-hands SNCF Grill Express) besliste de NMBS in 2000 om 5 I10-rijtuigen om te bouwen naar restauratierijtuigen. Hierbij zijn die rijtuigen uitgerust met airco en een blauw kleurschema met Resto-logo. Met deze rijtuigen is het mogelijk om 200 km/u te rijden. Hun inzet in 2019 is echter zeer beperkt. Ze worden gebruikt bij testritten van nieuw materiaal of sporadisch voor speciale treinen.
Een ander rijtuig dat verbouwd is uit een I10-rijtuig is het Bar-Discorijtuig SR3. Omdat het Bar-Discoconcept reeds in de jaren 80 en 90 aansloeg, besliste de NMBS in 2002 om een I10-rijtuig om te bouwen tot het Bar-Discorijtuig SR3. Dat rijtuig kent een witte met grijze kleurstelling met dansende figuren. Dit rijtuig kon zowel in gecharterde treinen (bv. Télévie) als nachttreinen (Bergland Express of Treski) gezien worden. Net zoals bij de Resto-rijtuigen bedraagt de topsnelheid van dit rijtuig 200 km/u en is het uitgerust met airco. Deze werden in het festivalseizoen gebruikt voor speciale festivaltreinen.
Rijtuig 61 88 88-70 080-3 (12780) ging in 2015 naar Station Amsterdam Sloterdijk, waar het onderdeel werd van The Train Lodge. Rijtuig 16006 werd in datzelfde jaar buiten dienst gesteld en geplaatst op het domein van Train World.

## Dienst
Anno 2022 worden de I10 rijtuigen ingezet op de volgende diensten:
- IC01 Oostende - Eupen (gecombineerd met M7 en I11)
- IC13 Kortrijk - Zottegem - Brussel-Zuid - Schaarbeek (afwisselend met andere rijtuigen)
- IC Brussel-Zuid - Antwerpen Centraal (gecombineerd met M4-rijtuigen)
- P Wezet - Brussel (afwissend met I11)
- S10 Aalst - Brussel-Zuid (enkel tijdens de spits)
- P Aalst - Brussel-Zuid
- P De Panne - Gent-Sint-Pieters - Schaarbeek
- P Brussel-Zuid - Rochefort-Jemelle
- S41 Station Luik-Guillemins - Aachen Hauptbahnhof

## Tweede leven
| Nummer   | Bij                    | Opmerking              | Afbeelding |
| -------- | ---------------------- | ---------------------- | ---------- |
| 16-006   | Train World            | Museumrijtuig. In 2015 |            |
| A 51-046 | Train Lodge, Amsterdam | In 2015                |            |